# Eckensteher Nante

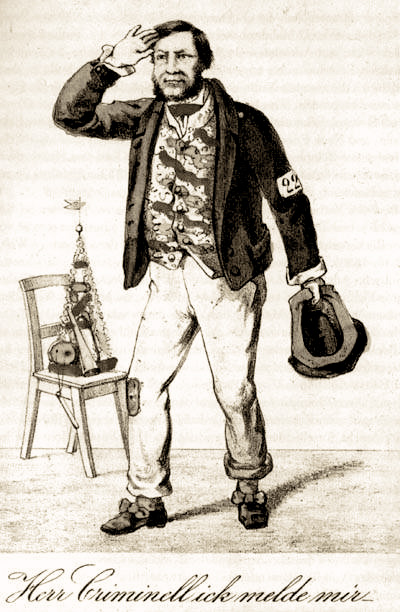
Frontispiz zu Eckensteher Nante im Verhör von 1833

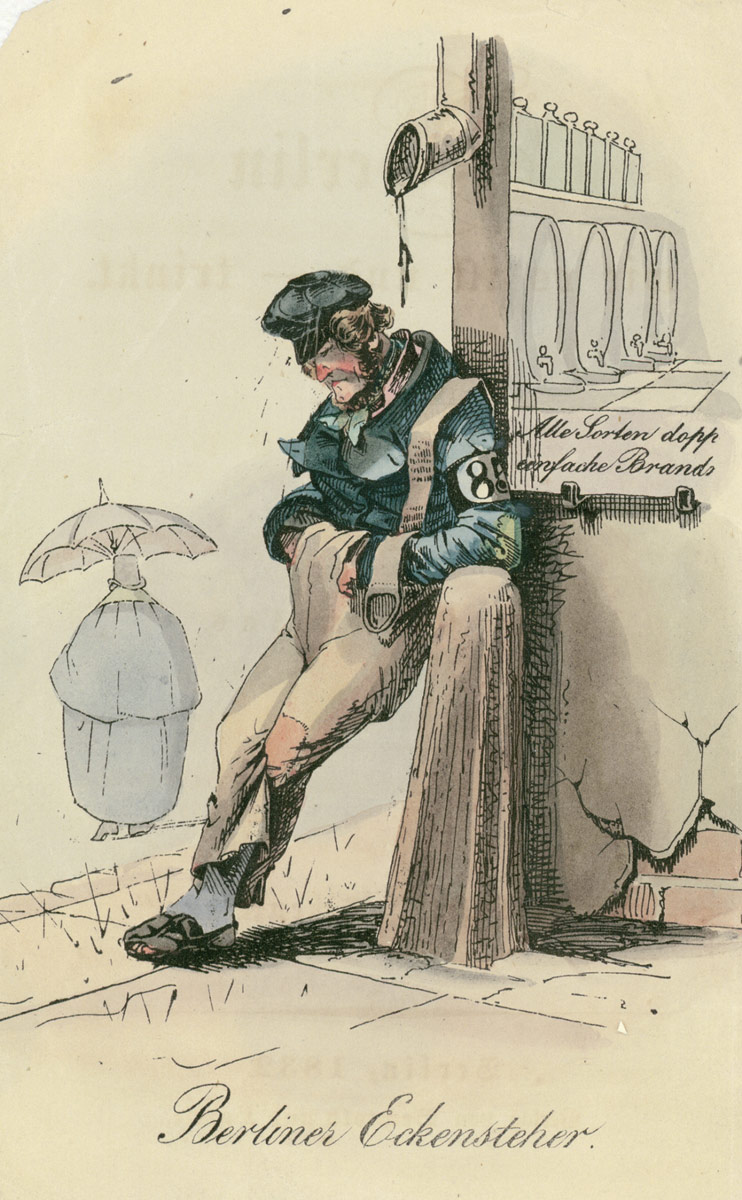
Berliner Eckensteher, Zeichnung von Theodor Hosemann, 1833

Der Eckensteher Nante, eigentlich Ferdinand Strumpf (* 1803; † ?), war ein Berliner Dienstmann mit der polizeilichen Konzessionsnummer 22 (vermerkt auf einem Messing-Nummernschild, das um den Arm getragen wurde). Nante hatte an der Ecke Königstraße/Neue Friedrichstraße seinen Standort – unweit der Destillation Eulner, in der er einzukehren pflegte. An der Straßenecke auf Gelegenheitsarbeiten wartend, kommentierte er, was sich um ihn ereignete, mit einem Witz, der ihn zum Berliner Original machte.
Eine erste literarische Verarbeitung fand Nante bereits in Karl von Holteis bürgerlichem Drama Ein Trauerspiel in Berlin (Uraufführung 1832, Erstdruck 1838). Dieses Theaterstück mit der Figur des Holzhauers Nante blieb ohne große Publikumsresonanz.
Bis heute andauernden Ruhm erlangte er erst durch Friedrich Beckmanns Volksstück Eckensteher Nante im Verhör, das 1833 im Königsstädtischen Theater mit Beckmann selbst in der Rolle des Nante uraufgeführt wurde.
In zahlreichen humoristischen Blättern und Heften formten Adolf Glaßbrenner und seine Nachahmer wie Albert Hopf (der Nante zusammen mit der hinzugefügten Figur Brenneke Abenteuer in der Märzrevolution bestehen lässt) den Dienstmann zu einem Inbegriff des Berliner Volkshumors. 
Besonders das sogenannte Nante-Lied machte Furore:

„Det beste Leben hab ick doch,
 ick kann mir nich beklagen, 
pfeift ooch der Wind durchs Ärmelloch,
 det will ick schon verdragen.
Det Morgens, wenn mir hungern tut,
ess ick ne Butterstulle,
dazu schmeckt mir der Kümmel jut
aus meine volle Pulle.“

Nante machte im Tiergarten seinem Leben selbst ein Ende, was er vorher mit gewohnter Koddrigkeit so angekündigt haben soll:

„Im Tiergarten, oh wie schaurig,
hing sich der Nante auf.
Im Tiergarten, oh wie traurig,
da endete sein Lebenslauf.  
Schendarmen un Polizisten, 
mit de Rettungsmedaille jeziert,
und andre jute Christen,
 die kamen anmarschiert.  
Sie schnitten ihn vom Baume, 
er schlug die Oojen auf   
und kam aus seinem Traume   
und sprach voll Schrecken drauf:   
‚Alljütijer, hab Erbarmen,
 mein Jott, wat seh ick hier?
Inn Himmel sind ooch Schendarmen?   
Nu is et aus mit mir.‘“

Die fiktive Figur Nante ist als lustige Person ein Gegenstück zum Wiener Staberl.